# Koningin Elisabethwedstrijd 2012 (voor viool)
De Koningin Elisabethwedstrijd 2012 (voor viool) was de zestiende editie van de Koningin Elisabethwedstrijd voor viool en had plaats tussen 30 april en 26 mei 2012. Voor deze editie werden 88 kandidaten na de preselectie geselecteerd van wie er 72 aan de eerste ronde meededen.

## Juryleden
De jury stond onder het voorzitterschap van Arie Van Lysebeth; secretaris van de jury was  Nicolas Dernoncourt.
Voor de verschillende rondes bestond de jury uit:
- Preselectie: Pierre Amoyal, Kim Min, Philippe Koch, Shirly Laub en Tatiana Samouil.
- Eerste ronde: Pierre Amoyal, Patrice Fontanarosa, Hu Nai-Yuan, Lewis Kaplan, Kim Min, Philippe Koch, Mihaela Martin, Natalia Prischepenko en Vera Tsu Weiling.
- Halve finale: Pierre Amoyal, Patrice Fontanarosa, Daniel Hope, Hu Nai-Yuan, Lewis Kaplan, Kim Min, Philippe Koch, Mihaela Martin, Natalia Prischepenko, Suwanai Akiko en Vera Tsu Weiling.
- Finale: Pierre Amoyal, Augustin Dumay, Patrice Fontanarosa, Hu Nai-Yuan, Lewis Kaplan, Kim Min, Philippe Koch, Mihaela Martin, Natalia Prischepenko, Suwanai Akiko en Vera Tsu Weiling.

## Verloop

### Eerste ronde (30 april - 5 mei)
In de eerste ronde konden de 72 kandidaten gedurende circa 20 minuten hun prestaties tonen door het spelen van:
- Twee delen uit: Johann Sebastian Bach, Sonate n. 2 in a BWV 1003
- Eerste of tweede deel van: Robert Schumann, Concerto in d
- Een van de 24 Capriccio's van Nicolò Paganini

### Halve finale (7 - 12 mei)
Na de eerste ronde werden de volgende 24 kandidaten geselecteerd voor de halve finale:
Ermir ABESHI, Andrej BARANOV, Marc BOUCHKOV, CHO GaHyun, CHO Jinjoo, CHOOI Nikki, Kristi GJEZI, Petteri IIVONEN, KIM Bomsori, KIM Dami, Erzhan KULIBAEV, LEE Marisol, Richard LIN, Maria MILSTEIN, NARITA Tatsuki, SHIN Hyun Su, Artiom SHISHKOV, Lev SOLODOVNIKOV, Josef ŠPAČEK, Valentina SVYATLOVSKAYA, Stefan TARARA, TSENG Yu-Chien, Esther YOO, Nancy ZHOU
In de halve finale speelden de kandidaten een concerto van Wolfgang Amadeus Mozart met het Waals kamerorkest.
Vervolgens speelden ze een recital met vier stukken (waaronder met pianobegeleiding), waaronder het verplichte werk in de halve finale: Caprice van Victor Kissine dat in opdracht van de wedstrijd voor deze sessie werd gecomponeerd.
Daarnaast speelden alle kandidaten de Sonate in d op. 27/3 van Eugène Ysaÿe, de Belgische componist die 75 jaar geleden de wedstrijd oprichtte.

### Finale (21 – 26 mei)
De volgende 12 finalisten traden in deze volgorde op:
- 21 mei: Josef Špaček (Tsjechië) en Ermir Abeshi (Albanië - Verenigde Staten)
- 22 mei: Hyun Su Shin (Zuid-Korea) en Tatsuki Narita (Japan)
- 23 mei: Marc Bouchkov (België) en Nikki Chooi (Canada)
- 24 mei: Andrej Baranov (Rusland) en Dami Kim (Zuid-Korea)
- 25 mei: Artiom Shishkov (Wit-Rusland) en Nancy Zhou (Verenigde Staten)
- 26 mei: Esther Yoo (Verenigde Staten)  en Tseng Yu-Chien (Taiwan)

In de finale speelden de kandidaten een recital voor viool en piano, het verplichte werk van Sakai Kenji, Concerto pour violon et orchestre (dat op 21 mei 2012 zijn finale beleefde en de Grote internationale prijs Koningin Elisabeth won in de compositiewedstrijd 2011) en een zelfgekozen concerto voor viool en orkest.

### Laureatenconcerten
De wedstrijd werd, zoals gebruikelijk, afgesloten met een Laureatenconcert op 11 juni met de winnaars van de 4e, 5e en 6e prijs, in aanwezigheid van koningin Fabiola.
Het slotconcert vond plaats op 14 juni 2012 met de eerste drie prijswinnaars, in aanwezigheid van koning Albert en zijn vrouw Paola, in gezelschap van prinses Astrid. De eerste-prijswinnaar sloot het concert af met als toegift de sonate van Ysaÿe die ook in de halve finale werd gespeeld.

## Prijzen
De prijzen werden plechtig uitgereikt door koningin Fabiola op 29 mei 2012, zoals gebruikelijk op de terreinen van de Muziekkapel Koningin Elisabeth.

### Gewone prijzen
- Eerste prijs, Grote Internationale Prijs Koningin Elisabeth, Prijs Koningin Fabiola (€ 25.000) met concertaanbiedingen en de Huggins Stradivarius (1708) in bruikleen voor 3 jaar: Andrej Baranov
- Tweede prijs, Prijs van de Belgische Federale Regering, Prijs Eugène Ysaÿe (€ 20.000) met concertaanbiedingen: Tatsuki Narita
- Derde prijs, Prijs Graaf de Launoit (€ 17.000) met concertaanbiedingen: Hyun Su Shin
- Vierde prijs, Prijs van de Gemeenschapsregeringen van België, dit jaar aangeboden door de Vlaamse Gemeenschap (€ 12.500) met concertaanbiedingen: Esther Yoo
- Vijfde prijs, Prijs van het Brussels Hoofdstedelijk Gewest (€ 10.000) met concertaanbiedingen: Tseng Yu-Chien
- Zesde prijs, Prijs van de Stad Brussel (€ 7.000) met concertaanbiedingen: Artiom Shishkov
- Niet gerangschikte laureaten (€ 4000): Ermir Abeshi, Marc Bouchkov, Nikki Chooi, Dami Kim, Josef Špaček en Nancy Zhou

### Bijzondere prijzen
- Gift Myriam & Edouard Van Remoortel (voor Belgische finalisten en/of halvefinalisten): -
- Prijs voor halvefinalisten (€ 1000): -
- VRT-prijs en Prix Musiq 3 (elk € 2.500, gekozen door luisteraars voor hun lievelingskandidaat): Tseng Yu-Chien
- Gift dr. Erik Loosen, In memoriam Robert Loosen-Steer (€ 2.500 voor masterclass van zeer hoog internationaal niveau): Marc Bouchkov[1]

## Wetenswaardig
- In 2012 werd de 75e verjaardag gevierd van de Koningin Elisabethwedstrijd die in 1937 begon als de Eugène Ysaÿewedstrijd.
- Dit was de eerste keer dat de eerste ronde en de halve finales plaatsvonden in het Flageygebouw (in plaats van in het Koninklijk Conservatorium van Brussel).
- Dit jaar vonden geen, zoals gebruikelijk, masterclasses plaats gegeven door leden van de jury.